# Kleine boskogelspin
De kleine boskogelspin (Paidiscura pallens) is een spinnensoort in de taxonomische indeling van de kogelspinnen (Theridiidae). Hij komt vooral veel voor aan bosranden onder eikenbladeren, maar komt ook voor in sparrenbossen.

## Kenmerken
Hij bereikt een lichaamslengte van 1,6 tot 1,7 millimeter en is daarmee een van de kleinste spinnen van Europa. Ondanks zijn kleine formaat is hij echter nauwelijks te verwarren met andere soorten. De buik is extreem bolvormig en lichtgeel van kleur. Sommige exemplaren lijken over het algemeen vrij donker vanwege deze vlekken, in tegenstelling tot veel mannen in het bijzonder lijken bijna monochromatisch geelachtig.

## Levenswijze
Hij bouwt zijn onregelmatige, breedmazige web het liefst aan de onderkant van eikenbladeren. De prooi die erin wordt gevangen is meestal veel groter dan de spin zelf. Vanaf eind juni kun je in de webben van de vrouwtjes de karakteristieke, sneeuwwitte eiercocons ontdekken. Met een diameter van 2 millimeter zijn ze beduidend groter dan de spin zelf. De cocon loopt in verschillende punten uit die langer kunnen zijn dan cocon zelf. Deze kenmerkende structuur maakt het gemakkelijk te onderscheiden van cocons van andere soorten.

## Taxonomie
Het dier behoort tot het geslacht Paidiscura. De wetenschappelijke naam van de soort werd voor het eerst geldig gepubliceerd in 1834 door John Blackwall.